# Ángela Guerrero
Ángela Guerrero (18 de marzo de 1959) es una docente y botánica dominicana. Ha coordinado investigaciones en áreas protegidas del país y laborado en varias de las instituciones y proyectos relacionados, tanto públicos como privados, tales como: Jardín Botánico Nacional, Museo Nacional de Historia Natural, Fundación Progressio y The Nature Conservancy (Proyecto Madre de las Aguas). Publicaciones varias sobre investigaciones de especies en revistas científicas locales e internacionales, como Moscosoa. Profesora de ciclo regular y maestrías Departamento de Biología, Universidad Autónoma de Santo Domingo (UASD). En dicha institución ha desempeñado cargos como Coordinadora de Cátedra de Biología Vegetal, profesora de las áreas de Botánica Fanerogamica, Ecología General 1 y 2, Botánica Gral, Botánica Sistemática, Flora Dominicana y Bases Neurobiológicas de la Conducta.

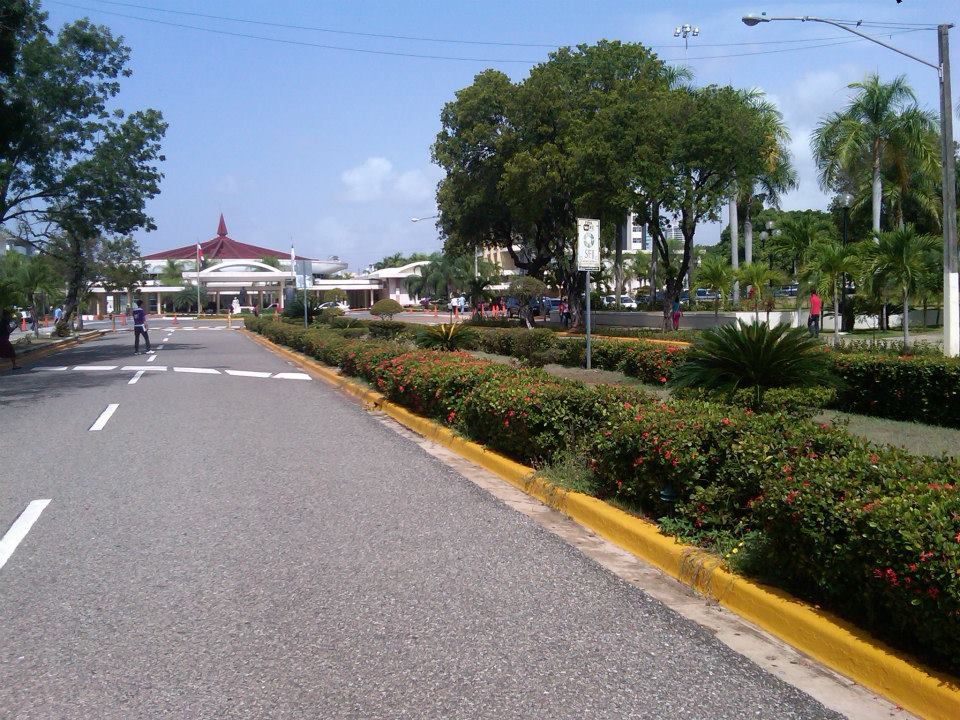
Universidad Autónoma de Santo Domingo

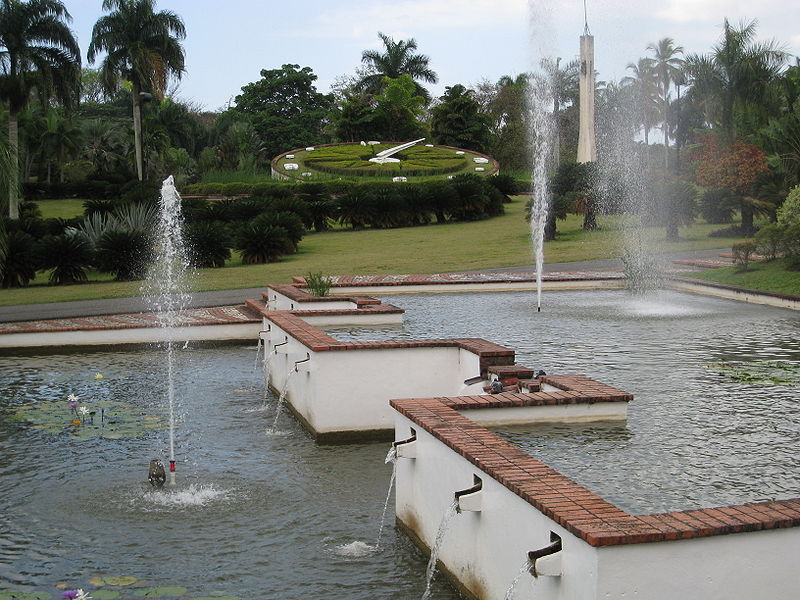
Reloj Floral, Jardín Botánico Nacional Rafael M. Moscoso

## Formación académica.
Graduada de Lic en Biología en la Universidad Autónoma de Santo Domingo, MSc. en Botánica y Ecología University of Florida, becaria Fullbright.

## Instituciones.
- Universidad Autónoma de Santo Domingo.
- Museo Nacional de Historia Natural, Prof. Eugenio de Jesús Marcano.
- Jardín Botánico Nacional de Santo Domingo, Dr. Rafael Ma. Moscoso.

## Descubrimientos
Illicium hottense.
Se caracteriza por sus distintivos estambres laminares-carnosos, ovoides; todos tienen polen trisyncolpate. Illicium hottense es similar a I. ekmanii e I. parviflorum en tener flores con diez a trece carpelos y seis a menos comúnmente ocho estambres, pero difiere de ambos en sus tepales externos fuertemente papilosos y consistentes hojas agudas. Además, sus hojas carecen de la fuerte fragancia de anís de I. parviflorum. También, datos moleculares brindan apoyo para reconocer I. hottense como una especie distinta de I. ekmanii.

## Publicaciones
- A revision of the species of Illicium subsection Parviflora (Illiciaceae). Ed. University of Florida. 164 pp.
- A new species of Illicium subsection Parviflora (Illiciaceae) from the Massif de la Hotte, Haiti. Brittonia 56: 346–352. 2004.— Illicium hottense, a new species, is here described from the floristically diverse Massif de la Hotte of southern Haiti.[1]
- La Flora y La vegetación de la Loma Barbacoa, Cordillera Central, República Dominicana[2]
- Distribución de la familia Bromeliaceae Juss. en La Española en base a colecciones de herbario[3]
- Ángela E. Guerrero A. MAGNOLIA HAMORI, LA FLORA Y LA VEGETACION ASOCIADAS, EN LA PARTE ORIENTAL DE LA SIERRA DE BAHORUCO, REPUBLICA DOMINICANA. Moscosoa 7, 1993, pp. 127-152 http://www.jbn.gob.do/transparencia/index.php/publicaciones-t/category/334-revista-moscosoa